# Danisco
Danisco (von dänisch Dansk Handels- og Industri-Compagni, „Dänische Handels- und Industriegesellschaft“) war ein börsennotierter dänischer, aus einer Fusion 1989 entstandener Biotechnologiekonzern mit Sitz in Kopenhagen. Er war einer der weltweit größten Hersteller von Lebensmittelzusatzstoffen. Danisco wurde 2011 vom amerikanischen Chemiekonzern DuPont in einem öffentlichen Angebot übernommen, von der Börse genommen und in dessen Sparte Nutrition & Biosciences integriert; der Name Danisco besteht als Marke von Dupont fort.

## Unternehmensstruktur

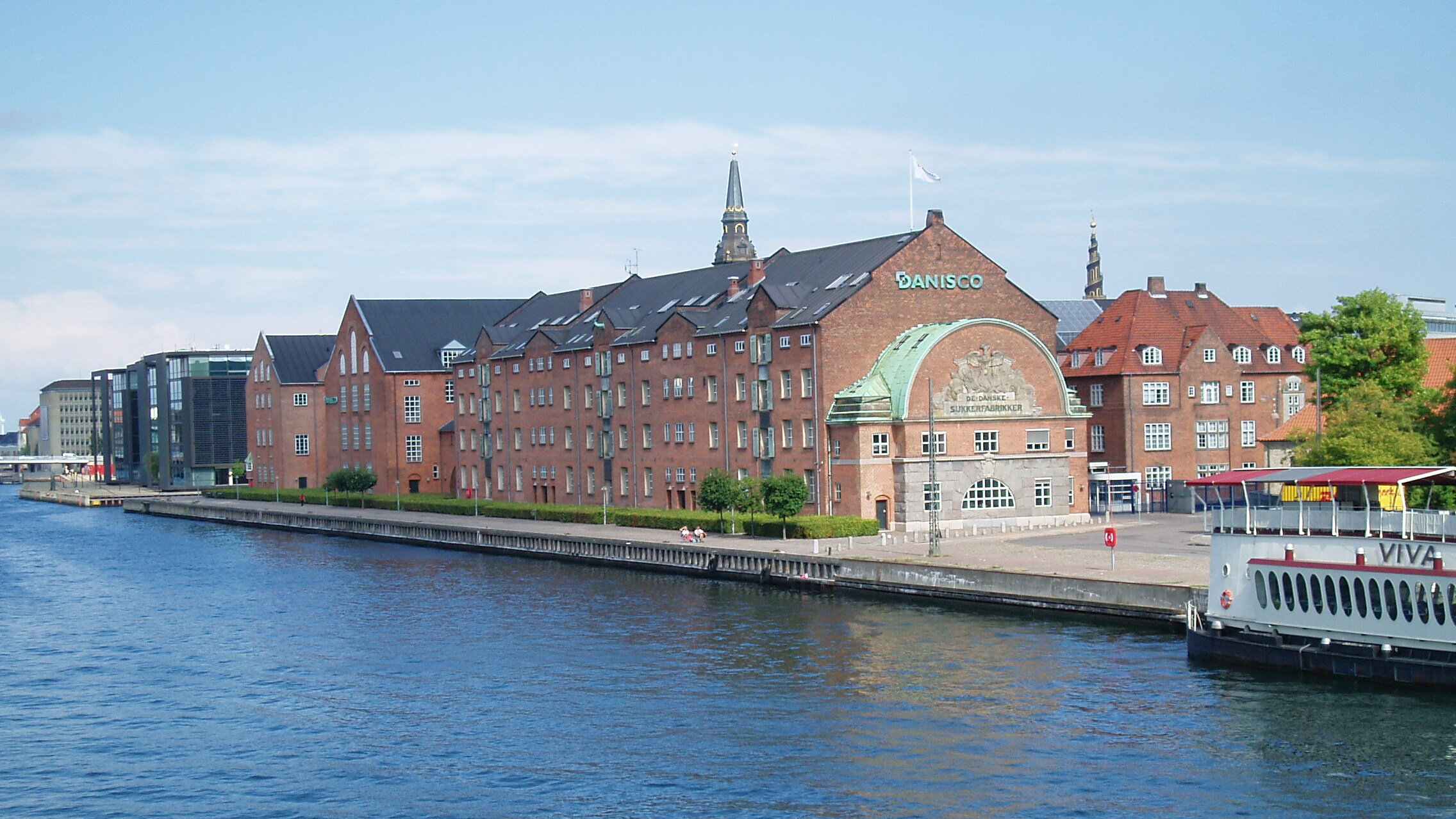
Blick von der Langebro auf die Konzernzentrale

Die Unternehmensgruppe beschäftigte im Jahr 2010 knapp 7.000 Mitarbeiter in ungefähr 40 Ländern. Der Gesamtkonzern erwirtschaftete in den Jahren 2009/2010 einen Umsatz von 13,7 Mrd. Dänischen Kronen.
In Deutschland war das Unternehmen durch eine Tochtergesellschaft, die Danisco Deutschland GmbH vertreten. Diese beschäftigte im Jahr 2005 etwa 280 Mitarbeiter und war 2010 an zwei Standorten (Niebüll und Frankfurt (Main)) präsent.

## Umstrukturierungen
Seit dem Jahr 2000 hat sich der ehemalige Lebensmittelkonzern mehrfach umstrukturiert. So wurde ab dem Jahr 2000 der Bereich der Produktion von Fertiggerichten und Tiefkühlkost nicht mehr fortgeführt. Im Folgejahr wurde die Verpackungssparte an den australischen Konzern Amcor verkauft. Weitere Maßnahmen waren im Mai 2007 der Verkauf der Aromensparte für 3,36 Mrd. DKK (451 Mio. Euro) mit rund 800 Mitarbeitern und einem Jahresumsatz von 203 Mio. Euro (2006) an die Schweizer Firmenich International. 2009 wurde schließlich die Zuckersparte an den deutschen Lebensmittelkonzern Nordzucker veräußert.
Die freigewordenen Mittel wurden für Unternehmensinvestitionen im Bereich der weißen Biotechnologie genutzt. Hierzu zählte unter anderem die Übernahme des finnischen Unternehmens Cultor und der französischen Rhodia Food Ingredients. Darüber hinaus wurden weltweit neue Produktions- und Forschungsanlagen aufgebaut, wie zum Beispiel im mexikanischen Tecomán, sowie in Shanghai.
Danisco war für die Entdeckung der Bedeutung des CRISPR-Systems in Bakterien als adaptives Immunsystem bekannt geworden.
Dies war der Ausgangspunkt für die Entwicklung der revolutionären Gentechnologie CRISPR-Cas9.